# Johnstown, Quận Polk, Wisconsin
Johnstown là một thị trấn thuộc quận Polk, tiểu bang Wisconsin, Hoa Kỳ. Năm 2010, dân số của thị trấn này là 438 người.